# (35096) 1991 GV4
(35096) 1991 GV4 es un asteroide perteneciente al cinturón de asteroides descubierto el 8 de abril de 1991 por Eric Walter Elst desde el Observatorio de La Silla, Chile.

## Designación y nombre
Designado provisionalmente como 1991 GV4.

## Características orbitales
1991 GV4 está situado a una distancia media del Sol de 2,449 ua, pudiendo alejarse hasta 2,862 ua y acercarse hasta 2,035 ua. Su excentricidad es 0,168 y la inclinación orbital 2,690 grados. Emplea 1399,85 días en completar una órbita alrededor del Sol.

## Características físicas
La magnitud absoluta de 1991 GV4 es 15. Tiene 2,43 km de diámetro y su albedo se estima en 0,299. 